# Rueben Grundy
Rueben Grundy ist ein US-amerikanischer Schauspieler.

## Leben
Nach ersten Episodenrollen 1989 in den Fernsehserien California Clan, Dallas und Alles Okay, Corky? war Grundy ab demselben Jahr bis 1990 in 13 Episoden der Fernsehserie College Fieber in der Rolle des Ernest Bennett zu sehen. In den nächsten Jahren konnte er sich durch Episodenrollen in verschiedenen US-amerikanischen Fernsehserien und Filmproduktionen als Schauspieler etablieren. 2002 stellte er im Katastrophenfilm Inferno – Gefangen im Feuer die Rolle des John McMillan dar. 2007 stellte er in einer Episode der Fernsehserie Schatten der Leidenschaft die Rolle des Dr. Arnold dar. Ab demselben Jahr bis 2008 war er in derselben Serie in zehn Episoden als Dr. Peter Ryan zu sehen. 2019 übernahm er in zwei Episoden der Fernsehserie Good Trouble eine wiederkehrende Rolle. Seit 2022 spielt er die Rolle des Judge Oliver Young in der Fernsehserie General Hospital.

## Filmografie (Auswahl)
- 1989: California Clan (Fernsehserie, Episode 1x1136)
- 1989: Dallas (Fernsehserie, Episode 13x02)
- 1989: Alles Okay, Corky? (Life Goes On, Fernsehserie, Episode 1x11)
- 1989–1990: College Fieber (A Different World, Fernsehserie, 13 Episoden)
- 1989–2005: Reich und Schön (The Bold and the Beautiful, Fernsehserie, 10 Episoden, verschiedene Rollen)
- 1990: Family of Spies (Miniserie, 2 Episoden)
- 1990: Mein Kumpel, der Kobold (A Gnome Named Gnorm)
- 1992: The Boys (Fernsehfilm)
- 1995: Mit der Angst in ihren Augen (Deadly Whispers, Fernsehfilm)
- 1996: Ehe aus Berechnung – Bis daß Dein Tod uns scheidet (Vows of Deception, Fernsehfilm)
- 1996–2000: Nash Bridges (Fernsehserie, 3 Episoden, verschiedene Rollen)
- 1997: Mad City
- 1997: Das Geheimnis der Mumie (Under Wraps, Fernsehfilm)
- 1998: Dead Man on Campus
- 2000: The Harvesters
- 2000: Metropolis (Fernsehfilm)
- 2001: Sweet November
- 2001: Das 4-Pfoten-Hotel (The Retrievers, Fernsehfilm)
- 2001: Plötzlich Prinzessin (The Princess Diaries)
- 2001: Akte X – Die unheimlichen Fälle des FBI (The X-Files, Fernsehserie, Episode 9x03)
- 2002: Inferno – Gefangen im Feuer (Inferno)
- 2002: 40 Tage und 40 Nächte (40 Days and 40 Nights)
- 2002: Purpose
- 2003: Dopamine
- 2003: Emergency Room – Die Notaufnahme (ER, Fernsehserie, Episode 10x05)
- 2003: America’s Most Wanted (Fernsehshow)
- 2004: CSI: Miami (Fernsehserie, Episode 2x13)
- 2005: Her Minor Thing
- 2005: Girlfriends (Fernsehserie, Episode 6x02)
- 2005: Deine, meine & unsere (Yours, Mine and Ours)
- 2005: Charmed – Zauberhafte Hexen (Charmed, Fernsehserie, Episode 8x10)
- 2006: Deckname Jane Doe: Eiskalter Tod (Jane Doe: The Harder They Fall, Fernsehfilm)
- 2006: Welcome, Mrs. President (Commander in Chief, Fernsehserie, 2 Episoden)
- 2006: Smith (Fernsehserie, Episode 1x03)
- 2006: Read You Like a Book
- 2006: Las Vegas (Fernsehserie, Episode 4x02)
- 2006: Vanished (Fernsehserie, 2 Episoden, verschiedene Rollen)
- 2006: Das Streben nach Glück (The Pursuit of Happyness)
- 2006: Big Day (Fernsehserie, 2 Episoden)
- 2007: 24 (Fernsehserie, Episode 6x18)
- 2007–2008: Schatten der Leidenschaft (The Young and the Restless, Fernsehserie, 11 Episoden, verschiedene Rollen)
- 2008: Zeit der Sehnsucht (Days of Our Lives, Fernsehserie, Episode 1x10773)
- 2009: Secret Girlfriend (Fernsehserie, Episode 1x06)
- 2009: CSI: NY (Fernsehserie, Episode 6x06)
- 2010: Miami Medical (Fernsehserie, Episode 1x09)
- 2011: Private Practice (Fernsehserie, Episode 5x07)
- 2012: Alex und Whitney – Sex ohne Ehe (Whitney, Fernsehserie, Episode 1x22)
- 2013: Parenthood (Fernsehserie, Episode 4x13)
- 2016: Hit the Floor (Fernsehserie, 2 Episoden)
- 2016: Bones – Die Knochenjägerin (Bones, Fernsehserie, Episode 11x12)
- 2016: Notorious (Fernsehserie, Episode 1x06)
- 2017: Bosch (Fernsehserie, Episode 3x07)
- 2017–2019: Jane the Virgin (Fernsehserie, 2 Episoden, verschiedene Rollen)
- 2018: Goliath (Fernsehserie, Episode 2x08)
- 2018–2020: Grey’s Anatomy (Fernsehserie, 2 Episoden)
- 2019: Unbelievable (Miniserie, Episode 1x06)
- 2019: Good Trouble (Fernsehserie, 2 Episoden)
- 2020: Shameless (Fernsehserie, Episode 10x10)
- 2020: 9-1-1 (Fernsehserie, Episode 3x16)
- 2021: THEM  (Fernsehserie, Episode 1x06)
- 2021: American Crime Story (Fernsehserie, Episode 3x05)
- 2021: Truth Be Told: Der Wahrheit auf der Spur (Truth Be Told, Fernsehserie, Episode 2x08)
- 2022: Navy CIS (NCIS, Fernsehserie, Episode 19x15)
- 2022: Physical (Fernsehserie, Episode 2x07)
- seit 2022: General Hospital (Fernsehserie)